# Modefluga
Modefluga eller fluga är en tillfällig och övergående trend. Detta fenomen omfattar alla former av beteenden eller strömningar som utvecklas hos en större del av en population, och som kollektivt följs med entusiasm under en viss period, oftast på grund av att det uppfattas som modernt eller som en spännande nymodighet. Något sägs vara en "fluga" när antalet människor som anammar fenomenet ökar kraftigt. Flugor blir ibland till symboler för den tidsperiod då de blev populära, till exempel drive-in-biografer på 1960-talet och batikfärgade kläder på 1970-talet. Ordet har sitt ursprung i det franska ordet mouche.